# Franz Dübbers
Franz Dübbers (ur. 8 kwietnia 1908 w Mülheim, zm. 24 sierpnia 1987 w Kolonii) – niemiecki bokser, dwukrotny mistrz Europy.
Uczestnik Igrzysk Olimpijskich w Amsterdamie 1928 roku w wadze lekkiej. Zdobywca srebrnego medalu w Mistrzostwach Europy w Sztokholmie 1925 w kategorii koguciej. Dwa lata później został mistrzem Europy w Berlinie 1927 w wadze piórkowej. Startując w Mistrzostwach Niemiec, pięciokrotnie został mistrzem kraju, w 1924 w wadze muszej, w 1925 w koguciej, w 1926 i 1927 w piórkowej, a w 1928 w wadze lekkiej. W latach 1929 – 1936 walczył na zawodowym ringu, staczając 78 walk z czego, 49 wygrał, 15 zremisował i 14 przegrał.